# Arlie William Schorger
Arlie William Schorger est un ornithologue américain, né le 6 septembre 1884 à Republic, Ohio et mort le 26 mai 1972.

## Biographie
Il est le fils de John Valentine Schorger et de Core Ellen née Myers. Son grand-père est originaire du nord du grand-duché de Bade. Il fait ses études à Republic puis au Wooster College où il obtient un Bachelor of Philosophy après une spécialisation en chimie. Il obtient son Master of Arts en 1908 et devient alors chimiste assistant au National Institute of Standards and Technology. Détestant ce travail, il obtient son transfert au laboratoire des produits forestiers au service américain des forêts à Madison, Wisconsin. Il se consacre alors à l’étude chimique de différentes espèces d’arbres. Il se marie en 1912 avec Margaret F. Davison. Il poursuit ses études et obtient son Ph. D. en 1916 avec une thèse sur les huiles contenues dans les conifères.
L’année suivante, il devient le directeur du service de recherche chimique aux laboratoires C.F. Burgess à Madison. En 1931, il devient président de la Burgess Cellulose Co. Il dépose plusieurs brevets sur des produits obtenus du bois ou sur le traitement de celui-ci. Il se retire alors des affaires en 1950. Durant sa vie professionnelle, il fait près de 700 voyages qui lui permettent d’enrichir sa collection d’oiseaux (soit près de 5 000 oiseaux appartenant à 64 espèces). Il tient une comptabilité précise de ses chasses : il tire ainsi 2 784 moineaux domestiques, 389 pics à tête rouge, 271 faisans de Colchide, etc.
Passionné très tôt par les oiseaux, c’est l’un de ses amis d’enfance, Albert Irwin Good (1884-1975), qui l’initie à l’ornithologie. Schorger devient membre de l’American Ornithologists' Union en 1913. Il fera paraître plus de 150 articles dans la revue de la société, The Auk.  Il vient à étudier les mammifères un peu plus tard et fait paraître plusieurs publications dans la revue Journal of Mammalogy.
En 1951, Schorger devient professeur de gestion de la faune à l’université du Wisconsin. En 1955, il devient professeur émérite. Il reçoit un doctorat honorifique par l’université Lawrence (1955) et par l’université du Wisconsin (1961).
Schorger fait notamment paraître The Passenger Pigeon: its natural history and extinction (1955) où il analyse la disparition du Pigeon migrateur par l’étude de 2 200 références bibliographiques. Ce sont 2 600 références qui sont utilisées pour la parution de The Wild Turkey: its history and domestication (1966).
Schorger fait partie de nombreuses sociétés savantes dont l'Association américaine pour l'avancement de la science, la Société américaine de chimie, l’American Society of Mammalogists, la Wildlife Society, la Nature Conservancy, etc.
Il lègue sa collection de 453 oiseaux et 274 mammifères au musée de zoologie de l’université du Wisconsin. Il donne, au département de l’écologie de la vie sauvage de cette même université une très riche bibliothèque contenant notamment des ouvrages rares comme l’Histoire naturelle des oiseaux de l’Amérique Septentrionale de Louis Jean Pierre Vieillot (1748-1831).

## Source
- Joseph J. Hickey (1973). In Memoriam: Arlie William Schorger, The Auk, 90 : 665-671.  (ISSN 0004-8038)